# Furuhult
Furuhult är en by belägen elva km nordväst om Älandsbro i  Ångermanland. Byn har idag ca 20 st fast boende. I byn finns det tre större gårdar, ett antal enkla bostadshus och ett flertal fritidshus. Två km från själva byn ligger Kragoms fäbodvall med sina två fäbodar samt tillhörande stall.